# 大内裕和
大内 裕和（おおうち ひろかず、1967年 - ）は、日本の社会学者、教育学者。武蔵大学教授。専攻は教育社会学、歴史社会学。ブラックバイトの提唱者である。

## 略歴
神奈川県出身。東京大学大学院教育学研究科博士課程単位取得退学。松山大学人文学部助教授を経て、2007年度より同大学教授。2011年度より中京大学国際教養学部教授。2022年度より武蔵大学人文学部教授。
奨学金問題、入試改革問題に詳しく、「奨学金問題対策全国会議」共同代表、「入試改革を考える会」代表を努める。「格差社会問題」、「貧困問題」にも詳しい。1990年代末頃から『現代思想』（青土社）、『世界』（岩波書店）等に数々の論文を発表している。
教育基本法の改悪をとめよう!全国連絡会の呼びかけ人の一人で、高橋哲哉らとともに教育基本法改正反対運動の中心人物でもあった。

## 著作権侵害訴訟
2020年『奨学金が日本を滅ぼす』など「奨学金」問題に関する著書や雑誌記事10編以上にジャーナリスト三宅勝久の著作物と酷似する記述があると指摘された。同書出版元の朝日新聞出版社は、類似した表現があることを重視して紙版の出庫停止、電子版の販売停止措置をとった。翌年4月に、三宅氏は大内氏を相手どって著作権侵害による損害賠償請求訴訟を東京地裁に起こしたが、2022年2月24日、同地裁（田中孝一裁判長）は原告側の訴えを棄却した。（令和3年ワ第10987号）。

## 著書
- 『教育基本法改正論批判―新自由主義・国家主義を越えて』（白澤社、2003年6月。ISBN 4768479049）
- 『民主党は日本の教育をどう変える』岩波書店 岩波ブックレット 2010年4月。ISBN 978-4000094740
- 『ブラック化する教育』斎藤貴男ほか対話 青土社 2015年6月。ISBN 978-4791768639
- 『ブラックバイトに騙されるな!』集英社クリエイティブ 2016年7月。ISBN 978-4420310758
- 『奨学金が日本を滅ぼす』朝日新書 2017年2月。ISBN 978-4022737045
- 『教育・権力・社会ーゆとり教育から入試改革問題までー』青土社 2020年1月。

### 共著
- 『総力戦と現代化』山之内靖ほか（編）、柏書房〈パルマケイア叢書〉、1995年11月。ISBN 4760111875
- 『緊急報告 教育基本法「改正」に抗して―全国各地からの声』高橋哲哉・三宅晶子・小森陽一共編著（岩波書店、2004年6月。ISBN 4000093266）
- 『教育基本法「改正」を問う―愛国心・格差社会・憲法』高橋哲哉共著（白澤社、2006年6月、ISBN 978-4768479162）
- 『リーディングス 日本の教育と社会 第5巻 愛国心と教育』編著（日本図書センター、2007年6月。ISBN 978-4284301206）
- 『日本の奨学金はこれでいいのか! 奨学金という名の貧困ビジネス』奨学金問題対策全国会議編 伊東達也ほか共著 あけび書房 2013年10月。ISBN 978-4871541176
- 『「全身○活」時代 就活・婚活・保活からみる社会論』竹信三恵子共著 青土社 2014年6月。ISBN 978-4791767823
- 『ブラック企業と奨学金問題 若者たちは、いま 愛知かきつばたの会20周年記念シンポジウム』川村遼平,木村達也共著 愛知かきつばたの会編 ゆいぽおと 2014年11月。ISBN 978-4877584504
- 『ブラック企業のない社会へ 教育・福祉・医療・企業にできること』今野晴貴ほか共著 岩波ブックレット 2014年7月。ISBN 978-4002709055
- 『ブラックバイト』今野晴貴共著（堀之内出版、2015年4月。ISBN 978-4906708574）